# Eva Petrovičová
Eva Petrovičová, coniugata Polatseková (Bratislava, 1º marzo 1945 – Bratislava, 14 febbraio 1997), è stata una cestista cecoslovacca.
Era la sorella di Táňa Petrovičová.

## Carriera
Con la Cecoslovacchia ha disputato i Campionati mondiali del 1971 e due edizioni dei Campionati europei (1970, 1972).